# Omalus
Omalus (лат. , от др.-греч. ὁμᾰλός «гладкий») — род ос-блестянок из подсемейства Chrysidinae (триба Elampini).

## Описание
Мелкие осы-блестянки с коротким и широким телом (3-5 мм). Основная окраска от сине-зелёной до красновато-золотистой. Пунктировка груди не глубокая. Жгутик усика посредине не утолщенный. Жвалы трёхзубчатые. Коготки с 2-6 зубцами. Задний край третьего тергита брюшка с вырезкой. Брюшко блестящее. Гнездовые паразиты одиночных ос и пчёл.

## Классификация
Около 30 видов. Повсеместно, кроме Австралии. В Палеарктике 22 вида. В Китае 10 видов. В Средней и Южной Европе 5 видов. 3 вида в Неарктике. 1 вид в Неотропике. 2 вида в Афротропике. 
- Omalus aeneus (Fabricius, 1787) — Голарктика[2]
- Omalus berezovskii Semenov-Tian-Shanskij, 1932
- Omalus biaccinctus (Du Buysson, 1892)
- Omalus corrugatus Rosa, Wei & Xu, 2015[1]
- Omalus hainanensis Rosa, Wei & Xu, 2015
- Omalus helanshanus Wei et al., 2014[3]
- Omalus imbecillus Mocsáry, 1889
- Omalus nigromaculatus Linsenmaier, 1997
- Omalus politus Du Buysson, 1887
- Omalus potanini (Semenov-Tian-Shanskij, 1932)
- Omalus probiaccinctus Wei et al., 2014
- Omalus pseudoimbecillus Wei et al., 2014
- Omalus puncticollis
- Omalus sculpticollis Abeille de Perrin, 1878
- Omalus stella  (Semenov & Nikol'skaya, 1954) (Holophris)
- Omalus tibetanus Wei et al., 2014
- Omalus timidus  (Nurse, 1902) (Holophris)
- Другие виды